# 한지원 (축구 선수)
한지원(1994년 4월 9일 ~ )은 대한민국의 축구 선수이다. 포지션은 미드필더이다. 현재 창원시청 축구단 소속이다.